# 真白悠希
真白 悠希（ましろ ゆうき、8月15日 - ）は、宝塚歌劇団宙組に所属する男役。
東京都三鷹市、杉並学院高校出身。身長169cm。愛称は「ぴーころ、ましろっち、まっしろ」。

## 主な舞台

### 初舞台
- 2018年4 - 6月、星組『ANOTHER WORLD』『Killer Rouge（キラー ルージュ）』（宝塚大劇場のみ）

### 宙組時代
- 2018年10 - 12月、『白鷺（しらさぎ）の城（しろ）』『異人たちのルネサンス』新人公演：レオナルド（少年）（本役：愛海ひかる）
- 2019年2 - 3月、『群盗-Die Räuber-』（ドラマシティ・日本青年館） - フランツ（少年）
- 2019年4 - 7月、『オーシャンズ11』新人公演：ターク・モロイ（本役：鷹翔千空）
- 2019年8 - 9月、『追憶のバルセロナ』 - グラシアン『NICE GUY!!-その男、Sによる法則-』（全国ツアー）
- 2019年11 - 2020年2月、『El Japón（エル ハポン）-イスパニアのサムライ-』新人公演：道化セバスティアン（本役：留依蒔世）『アクアヴィーテ（aquavitae）!!〜生命の水〜』
- 2020年8月、『壮麗帝』（ドラマシティ） - タスマースブ
- 2020年11 - 2021年2月、『アナスタシア』
- 2021年4月、『夢千鳥』（バウホール） -竹久茂次郎
- 2021年6 - 9月、『シャーロック・ホームズ-The Game Is Afoot!-』『Délicieux（デリシュー）!-甘美なる巴里-』
- 2025年6 - 7月、『RED STONE』（KAAT神奈川芸術劇場・ドラマシティ） - トム
- 2025年9 - 2026年1月、『PRINCE OF LEGEND／BAYSIDE STAR』 - アンディー／田代

## 来歴
2016年、宝塚音楽学校入学。
2018年、宝塚歌劇団に104期生として入団「ANOTHER WORLD／Killer Rouge」で初舞台
その後、宙組に配属